# Auslogics File Recovery
Auslogics File Recovery — условно бесплатная утилита для восстановления удаленных данных в 32-битных и 64-разрядных операционных систем Microsoft Windows.

## Описание
Компания Auslogics предоставляет пользователям удобный и простой в использовании инструмент с множеством встроенных утилит для восстановления данных на компьютере. Emergency Recovery позволяет восстанавливать как случайно удалённые файлы или потерянные в случае сбоя системы, так и файлы, которые были удалены вредоносными программами на компьютерах под управлением операционной системы Windows 2000/2003/XP/2008/Vista/7. Имеется поддержка восстановления данных c цифровых фотоаппаратов, floppy-дискет, USB-флеш-накопителей и прочих устройств хранения информации, а также восстановление после форматирования диска, а благодаря встроенному мастеру действий, все операции может производить даже неопытный пользователь.

## Возможности
- Поддержка файловых систем FAT и NTFS.
- Восстановление документов, аудио/видео, фотографии и любые другие файлы.
- Восстановление только по конкретному типу формата файла.
- Поддержка различных устройств хранения информации.
- Простой и расширенный режим восстановления данных.
- Поиск файлов в потерянных разделах дисков.
- Выбор папки в системе для сохранения восстановленных файлов.
- Полное и надёжное удаление конфиденциальной информации.
- Интеграция с проводником Windows.
- Сохранения удалённого раздела в файл образа.
- Поиск файлов среди результатов сканирования.
- Отображение время на восстановление конкретного файла.
- Работает с удалёнными или отформатированными разделами жёсткого диска.
- Создание резервных копий.